# 馬国強
馬 国強（ば こくきょう、マー・グオチアン、1963年11月 - ）は、中華人民共和国の官僚・政治家。河北省定県出身の回族。中国共産党第19期中央委員会候補委員。中国共産党武漢市委員会書記、中国共産党湖北省委員会専職副書記を歴任した。

## 経歴
1963年11月、河北省定県に生まれる。華中科技大学・北京科技大学・アーヘン工科大学を卒業。
1995年に宝鋼集団に加入。以後、宝鋼資金処副処長、財務部副部長、部長、宝鋼集団公司副総経理などを歴任。
2013年7月、武漢鋼鉄総経理（社長）に就任。
2015年6月、武漢鋼鉄董事長（会長）・党委書記に昇任。
2016年10月、中国宝武鋼鉄集団有限公司董事長（会長）・党委書記を担当した。
2017年10月に開催された中国共産党第19期中央委員会で候補委員に選ばれた。
2018年3月26日に湖北省党委副書記に就任し、7月20日に武漢市党委書記の兼任が発表された。
2020年2月13日、湖北省党委副書記を更迭。
2021年8月、湖北省人民代表大会常務委員会党組成員に就任。

## 評価
人格的評価については、毀誉褒貶様々な意見がある。
新型コロナウイルス感染症の流行が発生した後、周先旺・馬国強を含む武漢市党の指導層は疫病に対する反応が遅いことを指摘された。1月31日、馬国強はテレビに出演し、「今は自責の念に駆られている」と謝罪した。